# Dalston (Londyn)
Dalston – dzielnica Londynu, leżąca w gminie London Borough of Hackney. W 2011 dzielnica liczyła 14727 mieszkańców.